# دوبروفنيك (مدمرة)
كانت دوبروفنيك Dubrovnik سفينة حربية ومدمرة بتها شركة يارو لبناء السفن في غلاسكو في عامي 1930 و1931 لصالح البحرية الملكية اليوغوسلافية. 
كانت واحدة من أكبر المدمرات في عصرها. وتشبه دوبروفنيك في تصميمها التصاميم البريطانية المعاصرة، وكانت سفينة سريعة ذات تسليح رئيسي مكون من أربع مدافع سكودا 140 مـم (5.5 بوصة) تشيكوسلوفاكية الصنع. وكان من المفترض أن تكون الأولى من بين ثلاثة سفن رئيسية للأسطول تم بناؤها ليوغوسلافيا، لكنها كانت الوحيدة المكتملة.
أثناء خدمتها مع البحرية الملكية اليوغوسلافية، قامت دوبروفنيك بعدة رحلات بحرية في وقت السلم عبر البحر الأبيض المتوسط والمضائق التركية والبحر الأسود. وفي أكتوبر 1934، نقلت الملك ألكسندر الأول إلى فرنسا في زيارة دولة، وحملت جثته إلى يوغوسلافيا بعد اغتياله في مرسيليا.
خلال غزو المحور بقيادة ألمانيا ليوغوسلافيا في أبريل 1941، استولى الإيطاليون على دوبروفنيك. وبعد تجديدها والذي تضمن استبدال بعض أسلحتها وتقصير الصاري الرئيسي والممرات، كلفت بالانضمام إلى البحرية الملكية الإيطالية تحت اسم بريمودا . وفي الخدمة الإيطالية كانت تستخدم بشكل أساسي كمرافقة ولنقل القوات.
وفي يونيو 1942، كانت جزءًا من القوة الإيطالية التي هاجمت قافلة الحلفاء في عملية هاربون التي كانت تحاول إغاثة جزيرة مالطا. وفي يوليو 1943، تعطلت وأحضرت إلى جنوة لإصلاحها وتجديدها. وكانت بريمودا أهم وأكثر السفن الحربية الإيطالية أهمية وفعالية في الحرب العالمية الثانية.
بعد استسلام إيطاليا للحلفاء في سبتمبر 1943، كانت بريمودا لا تزال راسية في جنوة، واستولت عليها ألمانيا. تم التخلي عن خطط تحويلها إلى مقاتلة ليلية بمحطة رادار. وفي أغسطس 1944، بعد استبدال تسليحها، كلفت بالانضمام إلى البحرية الألمانية باعتبارها Torpedoboot Ausland (قارب طوربيد أجنبي) تحت مسمىTA32. وشهدت السفينة قصف مواقع الحلفاء على الساحل الإيطالي وزرع ألغام بحرية. وفي مارس 1945، شاركت في معركة البحر الليغوري ضد مدمرتين تابعتين للبحرية الملكية، وأصيبت خلالها بأضرار طفيفة. وتم إغراقها في الشهر التالي عندما انسحب الألمان من جنوة.

## روابط خارجية
- بريمودا في موقع البحرية الإيطالية